# 遠望坑
遠望坑，是新北市貢寮區的一個地名，位於該區南部，範圍為雙玉里南部。著名的草嶺古道即由遠望坑通往大里簡。

## 歷史
台灣清治末期，遠望坑地區為一街庄，稱為「遠望坑庄」，隸屬於三貂堡。該庄西北與下雙溪庄為鄰，東北及東與田藔洋庄為鄰，南邊為大里簡庄，西邊為大石壁坑庄。
1901年（日治明治三十四年）11月，該庄隸屬於基隆廳，編入第十一區。1905年（明治三十八年）7月，第十區、第十一區合併為「槓仔寮區」。1920年（大正九年），該庄改制為「遠望坑」大字，隸屬於臺北州基隆郡貢寮庄，大字下有「遠望坑」、「草嶺頂」小字名。
戰後貢寮庄改制為貢寮鄉，隸屬於臺北縣，大字亦改制為村。2010年（民國99年）12月，臺北縣升格為新北市，貢寮鄉改制為貢寮區，村改制為里。

## 交通
省道台2丙線又稱基福公路，經過遠望坑地區北側邊界外不遠處，由此往西可前往貢寮市區、雙溪、平溪、基隆市暖暖區等地，往東可至福隆接上省道台2線主線。

## 景點
- 草嶺古道
  - 魷魚公廟（土地祠）
- 遠望坑親水公園